# Falcão-de-maurício
Peneireiro-das-maurícias, francelho-da-maurícia ou falcão-de-maurício (nome científico: Falco punctatus) é uma espécie de ave de rapina pertencente à família Falconidae. É endêmica das Ilhas Maurício, onde está restrita às florestas de platô de sudoeste, penhascos e ravinas. Atualmente, o seu estado de conservação está classificado como "Em perigo" pela União Internacional para a Conservação da Natureza (IUCN). Provavelmente chegou à ilha onde evoluiu para uma espécie diferente durante o período Gelasiano.
Em 1974, a espécie estava muito próxima da extinção, com apenas quatro indivíduos, incluindo uma única fêmea fértil. Após esforços para a conservação da espécie, em 2019 a população já era de aproximadamente 400 indivíduos. Esse projeto de conservação da espécie é considerado um dos mais bem-sucedidos da história da ecologia de restauração.

## Descrição

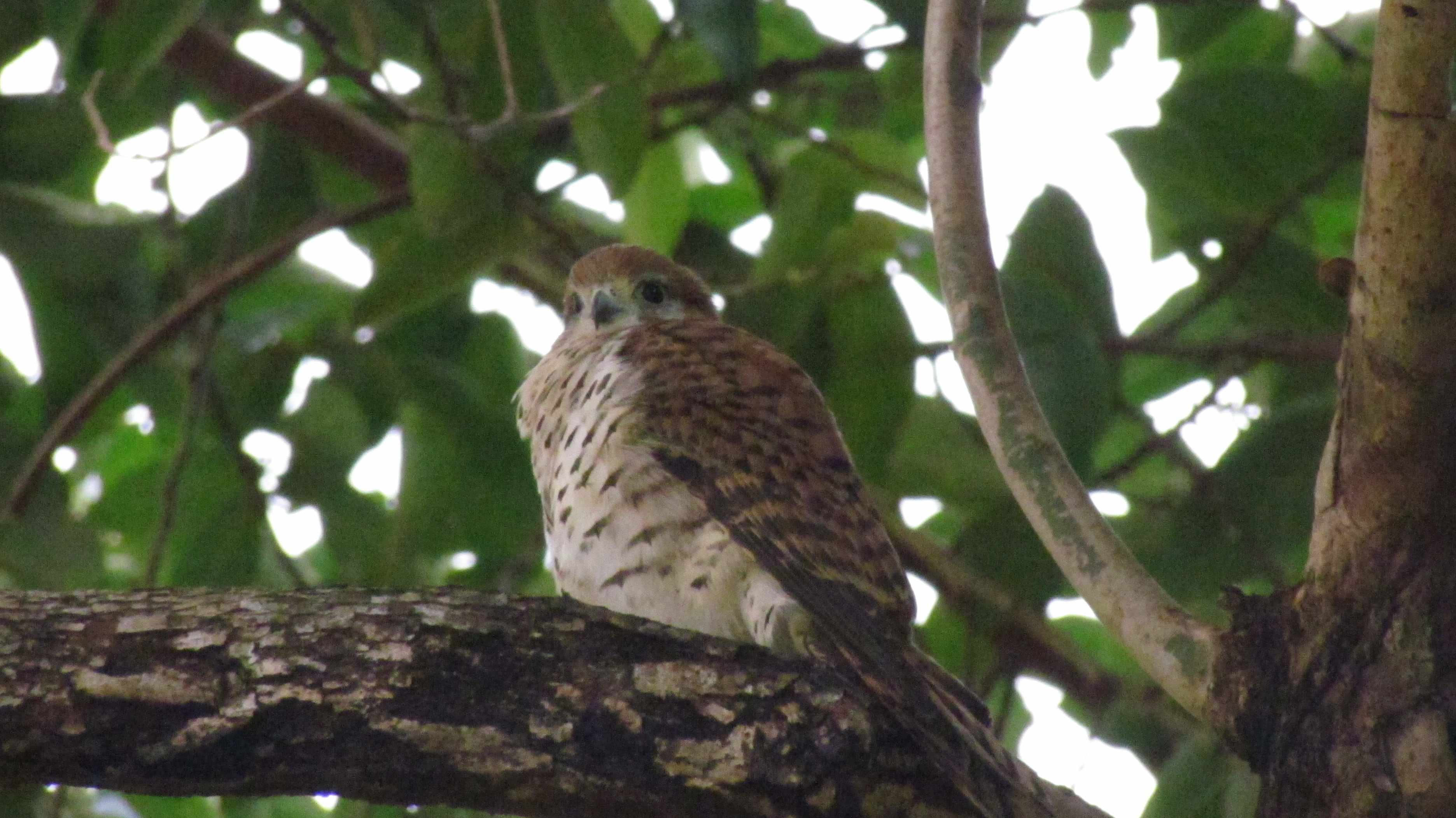
Uma espécime selvagem

Essa espécie pode atingir um comprimento entre 26 e 30,5 cm e pesar até 250 gramas. Os machos são um pouco menores que as fêmeas. Tem 45 cm de envergadura, com asas arredondadas, diferentemente de outros falcões. Sua expectativa de vida é de 15 anos em cativeiro. Alimenta-se de pequenos lagartos, libélulas, cigarras, baratas, grilos e pequenos pássaros, caçando por meio de rápidos e curtos voos pela floresta.

## Conservação
Nos tempos pré-coloniais, a população era estimada entre 175 e 325 casais aptos a procriar. Esta população reduzida se deve provavelmente ao desflorestamento no século XVIII e a ciclones. Mas o declínio mais severo ocorreu nos anos 1950 e 1960, devido ao uso indiscriminado do DDT, um inseticida, e a espécies invasoras, como a goiabeira Psidium cattleianum, o macaco Macaca fascicularis e o mangusto Herpestes auropunctatus. O biólogo Stanley Temple, da Universidade de Cornell, estudou a espécie por dois anos e fez uma tentativa de reprodução em cativeiro, que falhou por causa de uma quebra da incubadora. Apesar de medidas de conservação terem sido tomadas com a ajuda de um programa de reprodução do Zoológico de Jersey, os esforços primeiramente falharam, pois os ovos eram inférteis.
Em 1979 uma nova tentativa foi iniciada. Com a ajuda de Gerald Durrell, o biólogo galês Carl Jones estabeleceu um santuário de vida selvagem em Île aux Aigrettes. Ele escalou as árvores e retirou os ovos do ninho. Dessa vez, os ovos eram férteis e Jones pôde criar os filhotes em incubadoras. A dieta dos falcões selvagens era suplementada, de modo que eles pudessem botar um novo ovo, prevenindo um impacto negativo na população selvagem. Lentamente a população aumentou e, em um censo realizado em 1984, a população foi estimada em 50 indivíduos. Técnicas de reprodução, soltura e "hacking" (um método de treinamento para jovens falcões que aprimora seu potencial de caça) foram incrementadas, e o centro de reprodução em cativeiro se tornou um pioneiro em pesquisa e conservação de aves de rapina tropicais. O programa de cruzamento em cativeiro foi reduzido no início da década de 1990, quando se considerou que uma população autossustentável tinha sido estabelecida. Desde 1994, o programa serve apenas como garantia, para o caso de que alguma catástrofe afete a população selvagem; outras espécies raras e endêmicas estão atualmente sendo cuidadas na estação, como a pomba-rosada e Foudia rubra.

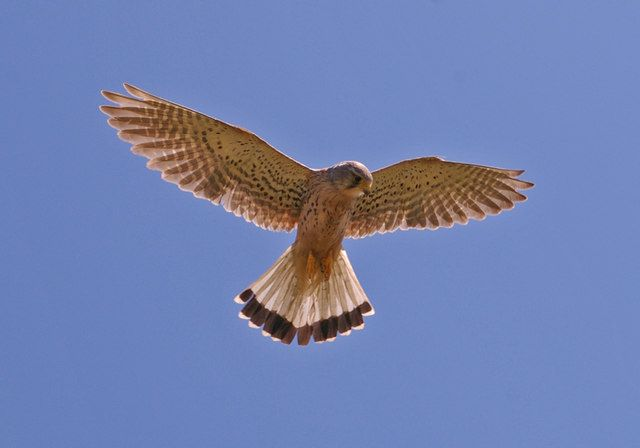
Falcão-de-maurício voando.

Em 2005, havia pelo menos 800 indivíduos maduros, e estima-se que o habitat remanescente tem capacidade de suportar talvez 50-150 indivíduos a mais (BirdLife International 2006a,b). A espécie ocorre nas florestas remanescentes da ilha, principalmente na região do Parque Nacional Gargantas do Rio Negro. A espécie foi reclassificada como Vulnerável pela IUCN em 1994, quando a soltura de indivíduos nascidos em cativeiro se tornou desnecessária. Apenas pequenas ações de conservação foram consideradas necessárias por somente duas décadas - cerca de 4-5 gerações de falcões-de-maurício - depois que a espécie tinha ficado muito próxima da extinção. Hoje, o controle de predadores introduzidos é basicamente tudo que está sendo feito para ajudar na sobrevivência da espécie (BirdLife International 2006a,b).

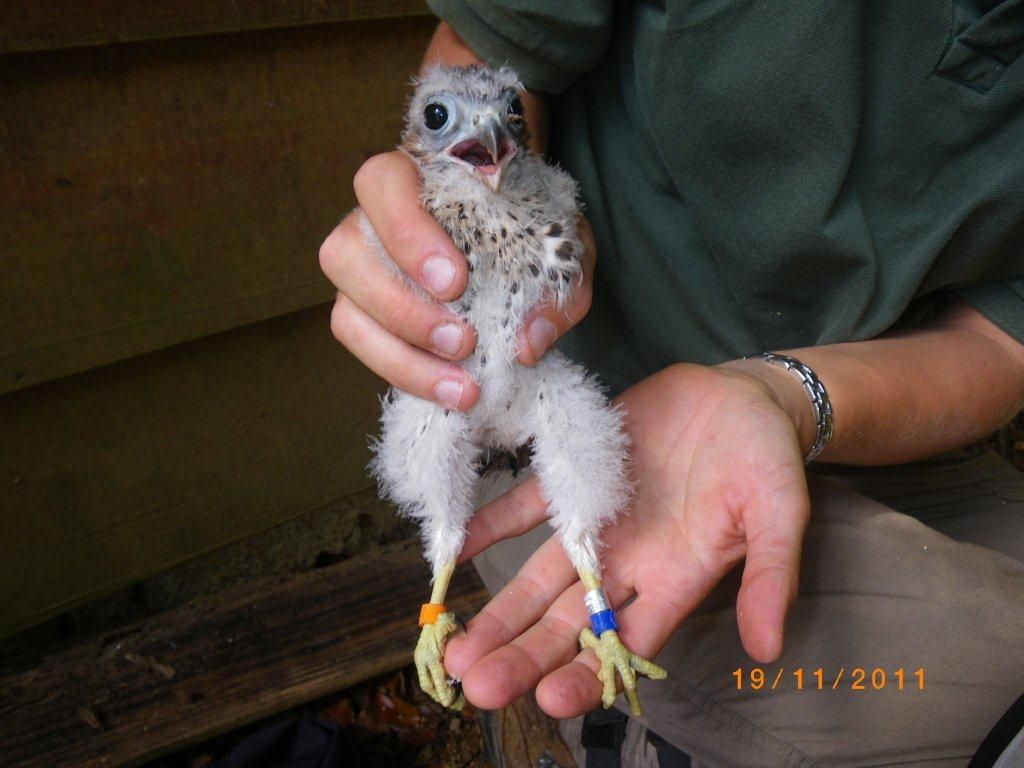
Uma cria resgatada e anilhada

Em 2014, a espécie retornou para o status Em Perigo devido a um declínio na população. Acredita-se que haja menos de 400 indivíduos maduros vivos na natureza.
Apesar de alguma depressão de consanguinidade ter sido notada nos indivíduos cativos, ela foi certamente menor do que seria esperado dado que o efetivo populacional era talvez de cinco indivíduos em meados dos anos 1970. Sabe-se que diversas linhagens genéticas dos falcões-de-maurício desapareceram totalmente durante o declínio populacional do século XX. Entretanto, os efeitos debilitantes da acumulação de DDT na saúde das aves, e não o intercruzamento, são considerados a maior causa do fracasso do programa de cruzamento de Temple.